# Elecciones al Senado de los Estados Unidos de 2010 en Alabama
Las elecciones al Senado de los Estados Unidos en Alabama de 2010 fueron unas elecciones que se hicieron el 2 de noviembre de 2010 para escoger al Senador por Alabama. El ganador de las elecciones fue el Republicano Richard Shelby.